# 다나카 사토시
다나카 사토시(일본어: 田中 聡, 2002년 8월 13일~)는 일본의 축구 선수이다.

## 구단 경력
2020년 J1리그의 쇼난 벨마레에 입단하였다. 2022년부터 2023년까지 KV 코르트레이크에서 뛰었다. 2025년 산프레체 히로시마로 이적했다.

## 국가대표팀 경력
그는 2019년 FIFA U-17 월드컵에 참가할 일본 U-17 국가대표팀에 발탁되었으며, 2경기에 출전했다.
2024년 AFC U-23 아시안컵에 참가할 일본 U-23 국가대표팀에 발탁되었으며, 우승에 기여했다.
2025년 EAFF E-1 풋볼 챔피언십에 참가할 일본 국가대표팀에 발탁되었으며, 7월 12일 중국와의 경기에서 데뷔, 대회 우승.